# Tập hợp không đếm được
Trong toán học, một tập hợp không đếm được (hoặc tập hợp vô hạn không đếm được) là một tập hợp vô hạn chứa quá nhiều phần từ đến mức không thể đếm được. Tính không đếm được của một tập hợp có liên quan chặt chẽ đến lực lượng của nó: một tập hợp không thể đếm được nếu lực lượng của nó lớn hơn lực lượng của tập hợp tất cả các số tự nhiên.

## Đặc điểm
Có nhiều đặc điểm tương đương của tính không thể đếm được. Một tập hợp X là không đếm được khi và chỉ khi có một trong các điều kiện sau:
- Không có đơn ánh nào từ X tới tập hợp các số tự nhiên.
- X không phải tập hợp rỗng và với bất kỳ dãy-ω của các phần tử của X, có ít nhất một phần tử của X không nằm trong dãy. Nghĩa là X là không rỗng và không có toàn ánh từ tập hợp các số tự nhiên tới X.
- Lực lượng của X không hữu hạn và cũng không bằng {\displaystyle \aleph _{0}} (aleph-null, lực lượng của các số tự nhiên).
- Tập hợp X có lực lượng lớn hơn {\displaystyle \aleph _{0}}.

## Các tập hợp không đếm được
- Tập hợp Số vô tỉ
- Tập hợp Số siêu việt
- Tập hợp Số thực